# Predikativt attribut
Ett predikativt attribut är ett fritt, dvs icke valensbundet, predikativ. Dess förekomst är med andra ord inte betingad av någon begränsad grupp predikatsverb, såsom fallet är med subjektivt och objektivt predikativ. Det predikativa attributet är oftast relaterat till satsens subjekt eller objekt och kongruerar med detta. Exempel:
De sjönk ihop utmattade.
Han fann modern sittande på golvet.
Vi köpte bilen obesiktigad.
Själv har jag ingen åsikt om detta.
Jag rådfrågar dig som expert.
Till skillnad från det vanliga attributet bildar det predikativa inte någon syntaktisk fras med det substantiv eller substantiviska ord som det refererar till. Det har alltså inte något huvudord.
Den latinska satsen Consul in Hispania pugnavit är tvetydig. Consul kan vara subjekt ("Konsuln stred i H.") eller predikativt attribut ("Som konsul stred han i H."). Klart misslyckad syftning har det klassiska Vansinnig och omgiven av dåliga rådgivare kan jag ej annat än beklaga Erik XIV. Ett liknande, nyare, exempel är: Den som fångar fredad fisk eller fisk vars längd understiger stipulerat minimimått skall genast - död eller levande - släppa ut fisken i vattnet (DN 11.7.2008).
Till funktionen närstående är vissa prepositionsfraser, som refererar till subjektet eller objektet i satsen utan att dock uttrycka någon egenskap hos dessa. De uppfattas därmed snarare som adverbial än som predikativ. Hit hör fraser med det komitativa med, till exempel Han infann sig med sin fru. Ett annat fall är åldersangivelse; jfr det tvetydiga Han förförde henne vid 14 års ålder. Erik Gustav Geijers Vid femton års ålder blev stugan mig trång tolkar vi välvilligt, alltså med referens till mig, inte till stugan. Slutligen kan i sammanhanget nämnas olika utfyllningar till objektet, till exempel Han kysste henne på munnen, Vi såg dem komma.